# Pierre couverte du château de la Ferrière
La pierre couverte du château de la Ferrière, ou dolmen du Bois de la Ferrière, est un dolmen situé à La Ferrière-de-Flée, dans le département français de Maine-et-Loire.

## Historique
Les fouilles de 1888 auraient permis d'y recueillir un fragment de mandibule humaine, des dents, un tibia et une épée de bronze. L'édifice a été classé au titre des monuments historiques en 1989.
Lors des fouilles de 1890 menées par M. de Villebois-Mareuil, le  dolmen fut totalement dégagé de son tumulus, hormis sur son côté est, et l'édifice semble désormais dressé au milieu d'une cuvette.

## Description
C'est un petit dolmen simple en grès armoricain local, constitué d'une chambre de forme rectangulaire délimitée par six supports et recouverte d'une unique table de couverture.
Les travaux de 1890 ont contribué à déstabiliser l'ensemble de l'édifice et les dalles ouest, sud et est se sont inclinées respectivement vers l'intérieur et l'extérieur de la chambre. Le côté nord, désormais ouvert, était probablement à l'origine fermé par deux dalles désormais ensevelies en partie sous le dolmen. Une dernière dalle se dresse dans l'angle nord-ouest de l'édifice à 1,30 m de distance.
La dalle sud-est a la particularité d'être ornée d'une trace fossile du genre cruziana (en).